# اليوم العالمي للدب القطبي
اليوم العالمي للدب القطبي، هو مناسبة يحتفى بها سنوياً في 27 شباط (فبراير) لزيادة الوعي حول حالة الحفاظ على الدب القطبي.

## الوصف
تنظّم منظمة الدببة القطبية الدولية احتفاليات اليوم العالمي للدب القطبي لزيادة الوعي العالمي حول تأثير الاحتباس الحراري وتأثير انخفاض مستويات الجليد البحري على مجموعات الدببة القطبية. يشجع هذا اليوم الناس على إيجاد طرق لتقليل انبعاثات الكربون الناتجة عن الأنشطة البشرية، مثل خفض درجة الحرارة أو الحد من قيادة السيارات. كما استثمر هذا اليوم لتشجيع تركيب العوازل الموفّرة للطاقة في المنازل.

## الاحتفالات
تستخدم العديد من حدائق الحيوانات هذا اليوم للتثقيف حول الحفاظ على الدب القطبي وتشجيع زيارة المعارض المختصة بالدب القطبي. كما أن لهذا اليوم بعض التأثير السياسي أيضاً. فقد استغل جاك شابيرو نائب مدير حملة المناخ في عهد الرئيس الأمريكي باراك أوباما، للدفاع عن الحاجة لتحرّك الكونغرس بشأن مسألة تغيّر المناخ. أعلنت جامعة ساسكاتشوان عم 2014 أنها سترفع قيم أجهزة تنظيم الحرارة في حرمها الجامعي بمقدار درجتين صيفاً وخفضها بمقدار درجتين مئويتين شتاءً، وذلك احتفاءً باليوم العالمي للدب القطبي. من المتوقع أن يخفض هذا القرار انبعاثات الكربون في الجامعة بمقدار ألفي طن ويوفر على الجامعة أكثر من مائتي ألف دولار سنوياً.